# Jump In The Fire
Jump in the Fire er en single fra thrash metalbandet Metallica fra deres album Kill 'em all. Nummeret var det andet Metallica skrev efter "Hit The Lights."
Sangteksten er skrevet fra djævlens synsvinkel, som ser folk der slår hinanden ihjel, og er derved sikker på de kommer i helvedet. De "hopper ind i ilden." 
Den originale sang var med på No Life 'Til Leather demoen, og handlede om seksualitet og var skrevet af den originale guitarist Dave Mustaine.
Til sangen "Jump in the Fire" er der udgivet en officiel 12 tommer vinylsingle med et officielt "dyr" som var på coveret. Jump in the fire dyret har senere været vist på t-shirts. B-siden af singlen indeholdt to falske live versioner af "Phantom Lord" og "Seek & Destroy". De var optaget i et studie og fik senere lagt publikumsstøj på.
"Jump in the Fire" indeholder en anderledes guitarsolo end de andre numre på Kill 'Em All. Hvor de andre guitarsoloer spilles i meget høje toner i stor hastighed er Jump in the Fire soloen en oktav dybere og lidt mere rocket i stilen.
I et interview fortæller Lars Ulrich at en af grundene til de skrev den sang var at Iron Maidens sang "Run to the Hills" var den mest populære sang på det tidspunkt og det var således deres egen version af den sang.